# シシュポス (対話篇)
『シシュポス』（希: Σίσυφος, 羅: Sisyphus）とは、プラトン名義の短篇の対話篇。偽書。副題は「審議について」。
古代にトラシュロスがまとめた四部作（テトラロギア）集36篇の中に含まれておらず、ディオゲネス・ラエルティオスが『ギリシア哲学者列伝』の中で、「誰もが一致して偽作としている」作品として名指しした11篇の内の1つ。

## 構成

### 登場人物
- ソクラテス
- シシュポス - テッタリア地方パルサロスの裕福な名士。パルサロスの審議会における助言者。

### 年代・場面設定
アテナイにて。ソクラテスがシシュポスに、昨日あった弁論家ストラトニコスの披露会にシシュポスも来るかと思ってずっと待っていたと述べる。シシュポスは昨日パルサロスの審議会があって、助言者である自分は抜けられなかったと述べる。ソクラテスは「立派な審議」について議論するだけの時間は無いので、とりあえず「審議自体」が何であるかについて議論しようと提案する。
こうして問答が開始される。

## 日本語訳
- 『プラトン全集 15』 副島民雄訳、岩波書店、1975年, 2006年